# Eleição para governador da Pensilvânia em 2010
A eleição para governador do estado americano do Pensilvânia em 2010 aconteceu no dia 2 de novembro de 2010.O candidato vencedor terá um mandato de quatro anos, de 2011-2015. 
O partido democrata escolheu o diretor executivo Dan Onorato, e o procurador-geral Tom Corbett é candidato do partido republicano.

## Primária Democrata
| Primária Democrata | Primária Democrata | Primária Democrata | Primária Democrata | Primária Democrata | Primária Democrata |
| Partido            | Candidato          | Votos              | %                  |                    |                    |
| Democrata          | Dan Onorato        | 463.575            | 45,1%              |                    |                    |
| Democrata          | Jack Wagner        | 248.338            | 24,1%              |                    |                    |
| Democrata          | Anthony Williams   | 185.784            | 18,1%              |                    |                    |
| Democrata          | Joe Hoeffel        | 130.799            | 12,7%              |                    |                    |
| ------------------ | ------------------ | ------------------ | ------------------ | ------------------ | ------------------ |

## Primária Republicana
| Primária Republicana | Primária Republicana | Primária Republicana | Primária Republicana | Primária Republicana | Primária Republicana |
| Partido              | Candidato            | Votos                | %                    |                      |                      |
| Republicano          | Tom Corbett          | 589.249              | 68,7%                |                      |                      |
| Republicano          | Sam Rohrer           | 267.893              | 31,3%                |                      |                      |
| -------------------- | -------------------- | -------------------- | -------------------- | -------------------- | -------------------- |